# Mnioloma stamatotonum
Mnioloma stamatotonum är en bladmossart som beskrevs av M.A.M.Renner et E.A.Br.. Mnioloma stamatotonum ingår i släktet Mnioloma och familjen Calypogeiaceae. Inga underarter finns listade i Catalogue of Life.